# Линия H (метрополитен Буэнос-Айреса)
Линия H  — последняя из введённых в эксплуатацию линий метрополитена Буэнос-Айреса.
Была открыта 18 октября 2007 года. Протяжённость линии 8,8 км, от станции «Факультад де Деречо» до станции «Оспиталес». На сегодняшний день насчитывает 12 станций. Согласно прогнозу, общая протяжённость линии составит около 11 км.

## Строительство
Работы на первом этапе начались 19 апреля 2001 года, тогдашний мэр города Аннибал Ибарра, выделил подряд строительной компании Dycasa. В течение 6 лет было построено более чем пять миль туннелей от улиц Сан-Луис и Успальята до парка Патрициев. Было построено семь станций: «Корриэнтес», «Онсе», «Венесуэла», «Умберто I», «Инклан», «Касерос», «Госпиталь», «Парк Патрициев» (пересадочная на существующие линии A, B и E). Пять станций были открыты 18 октября 2007 года тогдашним мэром Буэнос-Айреса Хорхе Телерманом.
При строительстве линии, в отличие от других линий были использованы новые проекты станций, например на станциях нет колонн.